# محسن کریمی
سید محسن کریمی کیاسری (زادهٔ ۲۹ شهریور ۱۳۷۳، ساری) بازیکن فوتبال اهل ایران است که در پست وینگر برای باشگاه فوتبال بعثت کرمانشاه بازی می‌کند.

## عملکرد باشگاهی

### آغاز دوران حرفه‌ای
وی که زادهٔ ۲۹ شهریور ۱۳۷۳ در کیاسر
ساری است فوتبال حرفه‌ای خود را از سن ۱۴ سالگی و در رده‌های پایهٔ باشگاه فوتبال پدیدهٔ ساری آغاز کرد و یک سال در عضویت این تیم بود. کریمی پس از جدا شدن از پدیده، یک سال بدون تیم بود و به شکل انفرادی تمرین می‌کرد.

### استقلال تهران
او در سال ۱۳۹۱ توانست نظر مربیان تیم نوجوانان باشگاه فوتبال استقلال را به خود جلب کند و به این تیم ملحق شود. کریمی در یک سالی که در عضویت تیم نوجوانان استقلال بود، آقای گل لیگ کشوری نوجوانان شد و توانست به تیم امید استقلال راه پیدا کند؛ کریمی در لیگ امیدها نیز آقای گل شد و در ۱۳ دی ۱۳۹۳ در شهرآورد امیدها زنندهٔ هر دو گل آبی‌پوشان بود.

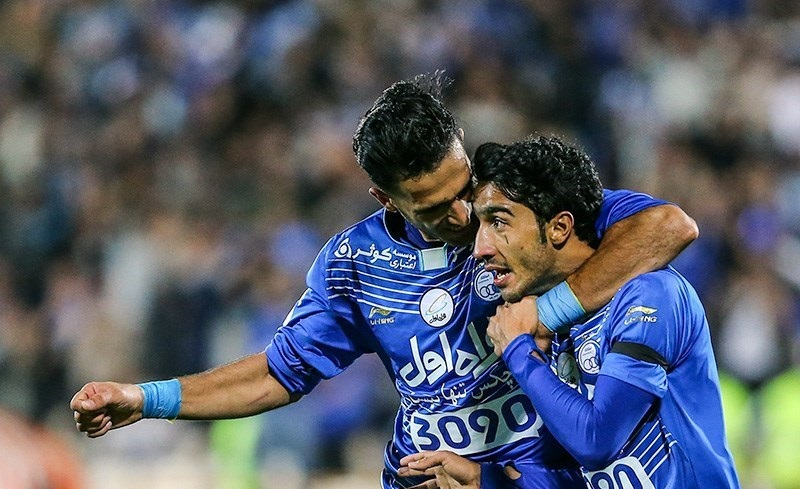
محسن کریمی و علی قربانی بعد از گل‌زنی مقابل مس کرمان در جام حذفی ۹۵

درخشش وی در تیم امیدهای استقلال، امیر قلعه‌نویی، سرمربی وقت استقلال، را مجاب کرد تا نام وی را وارد لیست تیم بزرگسالان کند. محسن کریمی نخستین بازی رسمی خود در لباس استقلال را در تاریخ ۱ آذر ۱۳۹۳ در هفتهٔ بیست و سوم لیگ برتر فوتبال ایران ۹۴–۱۳۹۳ مقابل تیم نفت تهران انجام داد، وی در این بازی در دقیقه ۸۸ به جای یعقوب کریمی وارد زمین شد. کریمی در فصل اول حضور خود در استقلال فقط ۶ بازی انجام داد که در بیشتر آن‌ها به عنوان یار تعویضی وارد زمین شده‌بود، در دومین فصل حضور وی در این تیم، پرویز مظلومی سرمربی استقلال شد. در دوران سرمربی‌گری پرویز مظلومی، بازی بیشتری به محسن کریمی رسید. وی در فصل ۹۵–۱۳۹۴، ۲۳ بازی در لیگ برتر و ۳ بازی در جام حذفی برای استقلال انجام داد و ۵ گل نیز به ثمر رساند؛ وی پس از درخشش در مقطعی از این فصل توسط کارلوس کی‌روش به اردوی تیم ملی نیز فراخوانده شد. کریمی در چند برهه از این فصل مصدوم شد و مدتی را از زمین فوتبال دور ماند.
در سال ۹۵، علیرضا منصوریان جانشین پرویز مظلومی در استقلال شد؛ محسن کریمی در بازی آغازین این فصل مقابل نفت تهران مصدوم شد و در ابتدای این فصل همچنان با مصدومیت‌های مقطعی دست و پنجه نرم می‌کرد تا هفتهٔ نهم که توانست نخستین گل فصل خود را مقابل سایپا به ثمر برساند. وی پس از آن به یکی از مهره‌های تأثیرگذار تیم منصوریان تبدیل شد. اوج درخشش وی در بازی جام حذفی مقابل مس کرمان بود که به عنوان بازیکن تعویضی وارد زمین شد و توانست تک گل تیمش را در دقیقهٔ ۱۱۳ به ثمر برساند. کریمی خرداد ۱۳۹۶ در مرحله یک‌هشتم نهایی لیگ قهرمانان آسیا هنگامی که تیم استقلال شش بر صفر از العین عقب بود و توسط کاوه رضایی در دقیقه ۸۲ به گل رسید با برداشتن توپ از دروازه برای ادامه یافتن جریان مسابقه توجه کاربران فضای مجازی را به خود جلب کرد.

#### مصدومیت کتف
کریمی که مدت‌ها از ناحیه کتف مصدومیت داشت و موجب دوری چند هفته‌ای وی در مقاطع مختلف از فوتبال حرفه‌ای می‌شد، پیش از شروع فصل ۹۷–۱۳۹۶ لیگ برتر تصمیم گرفت کتف خود را عمل جراحی کند و همین امر موجب شد تا نام وی برای نیم‌فصل نخست لیگ برتر فوتبال ایران ۹۷–۱۳۹۶ از فهرست بازیکنان استقلال خارج شود تا پس‌از بهبودی کامل به این تیم بازگردد.

#### دوران شفر در استقلال
پس از منصوریان و حضور وینفرید شفر، عملکرد مناسب کریمی در تمرینات توجه شفر را جلب کرد تا جایی که حتی وی از تصمیم منصوریان مبنی بر خارج کردن نام کریمی از لیست تیم ابراز تاسف کرد.
کریمی در نیم‌فصل لیگ برتر فوتبال ایران ۹۷–۱۳۹۶ با امضای قراردادی دوباره رسماً به بازیکنان استقلال ملحق شد و توانست با نخستین حضور در ترکیب ثابت تیم مقابل صنعت نفت آبادان هت تریک کند تا رفته رفته به شرایط ایده‌آل خود بازگردد. اما پس از مدتی کوتاه باز هم مصدوم شد و به علت آسیب دیدگی رباط صلیبی تا پایان نیم فصل اول لیگ هجدهم نامش از لیست استقلال خارج شد و نتوانست برای این تیم بازی کند.
با شروع تمرینات استقلال در تعطیلات نیم فصل، نام کریمی بار دیگر در لیست استقلال گرفت و نخستین بازی خود را در دیداری دوستانه مقابل اسپورتیو مونیسیپال رومانی انجام داد و موفق به گلزنی شد.

### نساجی مازندران
وی در سال ۱۴۰۰ به نساجی مازندران پیوست. کریمی پس از چند هفته تمرین با نساجی دوباره مصدوم شد و فصل را از دست داد

### خوشه طلایی
وی اسفندماه ۱۴۰۲ با قراردادی به تیم دسته یکی خوشه طلایی مشهد پیوست و شاگرد خسرو حیدری شد.

## آمار دوران حرفه‌ای
تا تاریخ ۸ اردیبهشت ۱۴۰۰
| عملکرد باشگاهی | عملکرد باشگاهی | عملکرد باشگاهی | لیگ      | لیگ      | جام      | جام      | قاره‌ای | قاره‌ای | مجموع | مجموع |
| فصل            | باشگاه         | لیگ            | بازی     | گل       | بازی     | گل       | بازی   | گل     | بازی  | گل    |
| ایران          | ایران          | ایران          | لیگ برتر | لیگ برتر | جام حذفی | جام حذفی | آسیا   | آسیا   | مجموع | مجموع |
| -------------- | -------------- | -------------- | -------- | -------- | -------- | -------- | ------ | ------ | ----- | ----- |
| ۹۴–۱۳۹۳        | استقلال        | لیگ برتر       | ۶        | ۰        | ۰        | ۰        | _      | _      | ۶     | ۰     |
| ۹۵–۱۳۹۴        | استقلال        | لیگ برتر       | ۲۳       | ۵        | ۳        | ۰        | _      | _      | ۲۶    | ۵     |
| ۹۶–۱۳۹۵        | استقلال        | لیگ برتر       | ۱۴       | ۳        | ۲        | ۱        | ۷      | ۱      | ۲۳    | ۵     |
| ۹۷–۱۳۹۶        | استقلال        | لیگ برتر       | ۵        | ۳        | ۰        | ۰        | ۱      | ۰      | ۶     | ۳     |
| ۹۸–۱۳۹۷        | استقلال        | لیگ برتر       | ۴        | ۰        | ۰        | ۰        | ۲      | ۰      | ۶     | ۰     |
| ۹۹–۱۳۹۸        | استقلال        | لیگ برتر       | ۴        | ۰        | ۰        | ۰        | ۰      | ۰      | ۴     | ۰     |
| مجموع استقلال  | مجموع استقلال  | مجموع استقلال  | ۵۶       | ۱۱       | ۵        | ۱        | ۱۰     | ۱      | ۷۱    | ۱۳    |
| ۱۴۰۰–۱۳۹۹      | گل‌گهر          | لیگ برتر       | ۷        | ۰        | ۰        | ۰        | _      | _      | ۷     | ۰     |
| مجموع گل گهر   | مجموع گل گهر   | مجموع گل گهر   | ۷        | ۰        | ۰        | ۰        | _      | _      | ۷     | ۰     |
| مجموع آمار     | مجموع آمار     | مجموع آمار     | ۶۳       | ۱۱       | ۵        | ۱        | ۱۰     | ۱      | ۷۸    | ۱۳    |

- آمار پاس گل

| فصل       | تیم     | پاس گل |
| --------- | ------- | ------ |
| ۲۰۱۴–۲۰۱۵ | استقلال | ۱      |
| ۲۰۱۹–۲۰۲۰ | استقلال | ۰      |

## عملکرد ملی

### تیم ملی امید
کریمی اولین بار در شهریور ۱۳۹۴ توسط محمد خاکپور به اردوی تیم ملی امید ایران دعوت شد تا اولین تجربه ملی خود را کسب کند؛ وی به همراه تیم ملی امید در اردوهای هلند و امارات حضور داشت و در مسابقات قهرمانی آسیا (و مقدماتی بازی‌های المپیک ۲۰۱۶) نیز از بازیکنان این تیم بود و در ۲ بازی ایران در این مسابقات به میدان رفت.

### تیم ملی بزرگسالان
پس از چند هفته درخشش محسن کریمی در فصل ۹۵–۱۳۹۴، کارلوس کی‌روش وی را برای حضور در اردوی تیم ملی فوتبال که از ۲۴ تا ۲۸ اسفند ۱۳۹۴ در تهران برگزار شد، فراخواند.

## افتخارات

### استقلال
- لیگ برتر خلیج فارس: ۲۰۱۶–۲۰۱۷ نایب قهرمان، ۲۰۱۹–۲۰۲۰ نایب قهرمان
- جام حذفی فوتبال ایران: ۲۰۱۷–۲۰۱۸

نساجی قائمشهر
- جام حذفی فوتبال ایران: ۲۰۲۱–۲۰۲۲
- سوپر جام فوتبال ایران: ۱۴۰۱ نایب قهرمان